# 6.ª etapa da Volta a Espanha de 2020
A 6.ª etapa da Volta a Espanha de 2020 teve lugar a 25 de outubro de 2020 entre Biescas e Aramón Formigal sobre um percurso de 146,4 km e foi vencida pelo espanhol Ion Izagirre da equipa Astana. O equatoriano Richard Carapaz da equipa Ineos Grenadiers converteu-se no novo líder da corrida antes da primeira jornada de descanso.
Inicialmente tinha-se programado que a etapa finalizasse no Col du Tourmalet na França sobre um percurso de 136,6 km, mas devido ao estado de emergência sanitária decretado na França pela crise do coronavirus seu percurso foi mudado.

## Classificação da etapa
| \| Classificação por etapas \| Classificação por etapas \| Classificação por etapas \| Classificação por etapas \| Classificação por etapas \| \| Ciclista \| Ciclista \| Equipe \| Tempo \| \| \| ------------------------ \| ------------------------ \| ------------------------ \| ------------------------ \| ------------------------ \| \| 1. \| Ion Izagirre \| Astana \| 3h41m00s \| \| \| 2. \| Michael Woods \| EF Pro Cycling \| + 25s \| \| \| 3. \| Rui Costa \| UAE Team Emirates \| + 25s \| \| \| 4. \| Robert Power \| Team Sunweb \| + 27s \| \| \| 5. \| Michael Valgren \| NTT Pro Cycling \| + 27s \| \| \| 6. \| Guillaume Martin \| Cofidis \| + 27s \| \| \| 7. \| Mattia Cattaneo \| Deceuninck-Quick Step \| + 38s \| \| \| 8. \| Hugh Carthy \| EF Pro Cycling \| + 48s \| \| \| 9. \| Gorka Izagirre \| Astana \| + 53s \| \| \| 10. \| Sergio Henao \| UAE Team Emirates \| + 55s \| \| |                  |                       |          |
| |                  |                       |          |
| Fonte: ProCyclingStats |                  |                       |          |
| Classificação por etapas |                  |                       |          |
| Ciclista | Ciclista         | Equipe                | Tempo    |
| 1. | Ion Izagirre     | Astana                | 3h41m00s |
| 2. | Michael Woods    | EF Pro Cycling        | + 25s    |
| 3. | Rui Costa        | UAE Team Emirates     | + 25s    |
| 4. | Robert Power     | Team Sunweb           | + 27s    |
| 5. | Michael Valgren  | NTT Pro Cycling       | + 27s    |
| 6. | Guillaume Martin | Cofidis               | + 27s    |
| 7. | Mattia Cattaneo  | Deceuninck-Quick Step | + 38s    |
| 8. | Hugh Carthy      | EF Pro Cycling        | + 48s    |
| 9. | Gorka Izagirre   | Astana                | + 53s    |
| 10. | Sergio Henao     | UAE Team Emirates     | + 55s    |

## Classificações ao final da etapa

### Classificação geral
| \| Classificação geral \| Classificação geral \| Classificação geral \| Classificação geral \| Classificação geral \| \| Ciclista \| Ciclista \| Equipe \| Tempo \| \| \| ------------------- \| ------------------- \| ---------------------- \| ------------------- \| ------------------- \| \| 1. \| Richard Carapaz \| Ineos Grenadiers \| 24h34m39s \| \| \| 2. \| Hugh Carthy \| EF Pro Cycling \| + 18s \| \| \| 3. \| Daniel Martin \| Israel Start-Up Nation \| + 20s \| \| \| 4. \| Primož Roglič \| Jumbo-Visma \| + 30s \| \| \| 5. \| Enric Mas \| Movistar Team \| + 1m07s \| \| \| 6. \| Felix Großschartner \| Bora-Hansgrohe \| + 1m30s \| \| \| 7. \| Marc Soler \| Movistar Team \| + 1m42s \| \| \| 8. \| Esteban Chaves \| Mitchelton-Scott \| + 2m02s \| \| \| 9. \| David de la Cruz \| UAE Team Emirates \| + 2m46s \| \| \| 10. \| Alejandro Valverde \| Movistar Team \| + 3m00s \| \| |                     |                        |           |
| |                     |                        |           |
| Fonte: ProCyclingStats |                     |                        |           |
| Classificação geral |                     |                        |           |
| Ciclista | Ciclista            | Equipe                 | Tempo     |
| 1. | Richard Carapaz     | Ineos Grenadiers       | 24h34m39s |
| 2. | Hugh Carthy         | EF Pro Cycling         | + 18s     |
| 3. | Daniel Martin       | Israel Start-Up Nation | + 20s     |
| 4. | Primož Roglič       | Jumbo-Visma            | + 30s     |
| 5. | Enric Mas           | Movistar Team          | + 1m07s   |
| 6. | Felix Großschartner | Bora-Hansgrohe         | + 1m30s   |
| 7. | Marc Soler          | Movistar Team          | + 1m42s   |
| 8. | Esteban Chaves      | Mitchelton-Scott       | + 2m02s   |
| 9. | David de la Cruz    | UAE Team Emirates      | + 2m46s   |
| 10. | Alejandro Valverde  | Movistar Team          | + 3m00s   |

### Classificação por pontos
| Classificação por pontos | Classificação por pontos | Classificação por pontos | Classificação por pontos | Classificação por pontos |
| Ciclista                 | Ciclista                 | Equipe                   | Pontos                   |                          |
| ------------------------ | ------------------------ | ------------------------ | ------------------------ | ------------------------ |
| 1.                       | Primož Roglič            | Jumbo-Visma              | 79 pts                   |                          |
| 2.                       | Richard Carapaz          | Ineos Grenadiers         | 61 pts                   |                          |
| 3.                       | Daniel Martin            | Israel Start-Up Nation   | 57 pts                   |                          |
| 4.                       | Guillaume Martin         | Cofidis                  | 36 pts                   |                          |
| 5.                       | Hugh Carthy              | EF Pro Cycling           | 33 pts                   |                          |
| 6.                       | Enric Mas                | Movistar Team            | 33 pts                   |                          |
| 7.                       | Felix Großschartner      | Bora-Hansgrohe           | 33 pts                   |                          |
| 8.                       | Marc Soler               | Movistar Team            | 29 pts                   |                          |
| 9.                       | Tim Wellens              | Lotto-Soudal             | 26 pts                   |                          |
| 10.                      | Sepp Kuss                | Jumbo-Visma              | 26 pts                   |                          |

### Classificação da montanha
| Classificação da montanha | Classificação da montanha | Classificação da montanha | Classificação da montanha | Classificação da montanha |
| Ciclista                  | Ciclista                  | Equipe                    | Pontos                    |                           |
| ------------------------- | ------------------------- | ------------------------- | ------------------------- | ------------------------- |
| 1.                        | Tim Wellens               | Lotto-Soudal              | 19 pts                    |                           |
| 2.                        | Richard Carapaz           | Ineos Grenadiers          | 18 pts                    |                           |
| 3.                        | Daniel Martin             | Israel Start-Up Nation    | 16 pts                    |                           |
| 4.                        | Guillaume Martin          | Cofidis                   | 15 pts                    |                           |
| 5.                        | Sepp Kuss                 | Jumbo-Visma               | 14 pts                    |                           |
| 6.                        | Ion Izagirre              | Astana                    | 11 pts                    |                           |
| 7.                        | Primož Roglič             | Jumbo-Visma               | 7 pts                     |                           |
| 8.                        | Quentin Jauregui          | AG2R La Mondiale          | 6 pts                     |                           |
| 9.                        | Enric Mas                 | Movistar Team             | 6 pts                     |                           |
| 10.                       | Alejandro Valverde        | Movistar Team             | 6 pts                     |                           |

### Classificação dos jovens
| Classificação dos jovens | Classificação dos jovens | Classificação dos jovens | Classificação dos jovens | Classificação dos jovens |
| Ciclista                 | Ciclista                 | Equipe                   | Tempo                    |                          |
| ------------------------ | ------------------------ | ------------------------ | ------------------------ | ------------------------ |
| 1.                       | Enric Mas                | Movistar Team            | 24h35m46s                |                          |
| 2.                       | David Gaudu              | Groupama-FDJ             | + 2m40s                  |                          |
| 3.                       | Aleksandr Vlasov         | Astana                   | + 5m27s                  |                          |
| 4.                       | Kobe Goossens            | Lotto-Soudal             | + 12m36s                 |                          |
| 5.                       | Georg Zimmermann         | CCC Team                 | + 12m54s                 |                          |
| 6.                       | William Barta            | CCC Team                 | + 14m06s                 |                          |
| 7.                       | Iván Ramiro Sosa         | Ineos Grenadiers         | + 17m26s                 |                          |
| 8.                       | Andrea Bagioli           | Deceuninck-Quick Step    | + 17m54s                 |                          |
| 9.                       | Juan Pedro López         | Trek-Segafredo           | + 20m41s                 |                          |
| 10.                      | Clément Champoussin      | AG2R La Mondiale         | + 22m34s                 |                          |

### Classificação por equipas
| Classificação por equipes | Classificação por equipes | Classificação por equipes | Classificação por equipes |
| Equipe                    | Equipe                    | Tempo                     |                           |
| ------------------------- | ------------------------- | ------------------------- | ------------------------- |
| 1.                        | Movistar Team             | 73h49m56s                 |                           |
| 2.                        | UAE Team Emirates         | + 3m37s                   |                           |
| 3.                        | Jumbo-Visma               | + 8m09s                   |                           |
| 4.                        | Astana                    | + 10m06s                  |                           |
| 5.                        | Mitchelton-Scott          | + 24m18s                  |                           |
| 6.                        | Ineos Grenadiers          | + 35m13s                  |                           |
| 7.                        | Cofidis                   | + 39m21s                  |                           |
| 8.                        | Trek-Segafredo            | + 41m52s                  |                           |
| 9.                        | Groupama-FDJ              | + 53m30s                  |                           |
| 10.                       | Deceuninck-Quick Step     | + 1h01m31s                |                           |

## Abandonos
- Fernando Barceló não tomou a saída depois de sofrer uma taquicardia durante a etapa anterior.[3]